# Epiplema subtruncata
Epiplema subtruncata är en fjärilsart som beskrevs av Walker 1862. Epiplema subtruncata ingår i släktet Epiplema och familjen Uraniidae. Inga underarter finns listade i Catalogue of Life.